# Democràcia representativa

Països designats «democràcies electorals» a l'enquesta Freedom in the World (llibertat al món) de Freedom House, que cobreix l'any 2016.

La democràcia representativa o govern representatiu (depèn de la ideologia política pot canviar el nom) és un sistema de govern en què el poble delega la sobirania en autoritats triades de forma periòdica per mitjà d'eleccions lliures. Aquestes autoritats en teoria han d'actuar en representació dels interessos de la ciutadania que els tria per representar-los.
En aquest sistema el poder legislatiu, encarregat de fer o canviar les lleis, ho exercix una o diverses assemblees o cambres de representants, els quals reben distints noms depenent de la tradició de cada país i de la cambra en què desenvolupen el seu treball, ja siga el de parlamentaris, diputats, senadors o congressistes. Els representants normalment estan organitzats en partits polítics, i són triats per la ciutadania de forma directa per mitjà de llistes obertes o bé per mitjà de llistes tancades preparades per les direccions de cada partit, en la qual cosa es coneix com a eleccions legislatives.
El poder executiu recau en un govern compost per una sèrie de ministres, cada un d'ells encarregat d'una parcel·la de govern o ministeri, i és encapçalament per un cap d'estat, president o primer ministre, depenent de cada país concret.
En alguns països com Xile, Argentina, Colòmbia, Perú, o Mèxic (i en general en la majoria de països americans amb règims democràtics) el cap de govern és triat directament per la ciutadania per mitjà d'un procés electoral independent del legislatiu, és a dir, per mitjà d'eleccions presidencials. En altres països com Espanya, Cuba, Gran Bretanya, Itàlia o Japó, és triat de manera indirecta pels representants de l'assemblea, normalment com a culminació de les corresponents eleccions legislatives.
Actualment la major part de la humanitat viu en aquest tipus de sistema democràtic, siga en el format de monarquia parlamentària o bé en el de república, tots dos formats molt semblants en l'essencial. Es tracta del sistema de govern més reeixit i amb més implantació des dels temps de la monarquia absoluta.
Hi ha un ampli acord, pràcticament a escala mundial, que la democràcia representativa és el millor sistema de govern possible. O almenys que és el menys roín, expressió prou popular que indica que a pesar dels seus defectes les possibles alternatives són menys eficients.
No obstant això, hi ha alguns col·lectius, repartits per diferents països amb sistema de democràcia representativa, que critiquen esta forma de democràcia per considerar-la en realitat poc democràtica. Estos col·lectius advoquen per un aprofundiment en la democràcia cap a formes de democràcia participativa i democràcia directa, i en altres termes sobre el tipus de democràcia deliberativa (imperatiu de la cerca de l'interès general) front la democràcia de negociació (poder de negociació dels actors polítics).
Tot i que te la paraula democràcia vol dir tot lo contrari, a una democràcia el poble té el poder a decidir, en una "Democràcia representativa" el poble no té el poder, sino el cedeix l'atorga als representats que teòricament compliran les seves promeses de campanya.

## Història
La República romana va ser el primer govern al món occidental a tenir un govern representatiu, malgrat prendre la forma d'un govern directe en les assemblees romanes. El model romà de governança va inspirar molts pensadors polítics a través dels segles, i les democràcies representatives modernes d'avui imiten més el model romà que el grec perquè era un estat en què el poder suprem era sostingut pel poble i els seus representants electes i que tenia un líder electe o nomenat. La democràcia representativa és una forma de democràcia en què la gent vota per representants que després voten sobre les iniciatives polítiques en oposició a una democràcia directa, una forma de democràcia en què la gent vota directament sobre les iniciatives polítiques. Una tradició medieval europea de seleccionar representants dels diversos estaments (classes, però no com les coneixem avui dia) per assessorar i controlar els monarques va conduir a una familiaritat relativament àmplia amb els sistemes representatius inspirats en els sistemes romans.
A Gran Bretanya, Simó V de Montfort és recordat com un dels pares del govern representatiu per la celebració de dos parlaments famosos. La primera, el 1258, va desposseir el rei d'autoritat il·limitada i la segona, el 1265, va incloure ciutadans comuns de les ciutats. Més tard, al segle XVII, el Parlament d'Anglaterra va ser pioner en algunes de les idees i sistemes de la democràcia liberal que van culminar en la Revolució Gloriosa i el pas de la Declaració de Drets de 1689.
La revolució de les Tretze Colònies va conduir a la creació d'una nova Constitució dels Estats Units en 1787. El compromís dels Tres Cinquens va permetre als esclavistes del sud consolidar el poder i mantenir l'esclavitud als Estats Units durant vuitanta anys més, però a través de l'expansió dels drets i les llibertats del sufragi sobre les dècades i segles subsegüents el govern elegit es va fer responsable de la voluntat del poble.
El 1789, la Revolució francesa va adoptar la Declaració dels Drets de l'Home i del Ciutadà i, encara que de curta durada, la Convenció Nacional va ser triada per tots els homes el 1792.

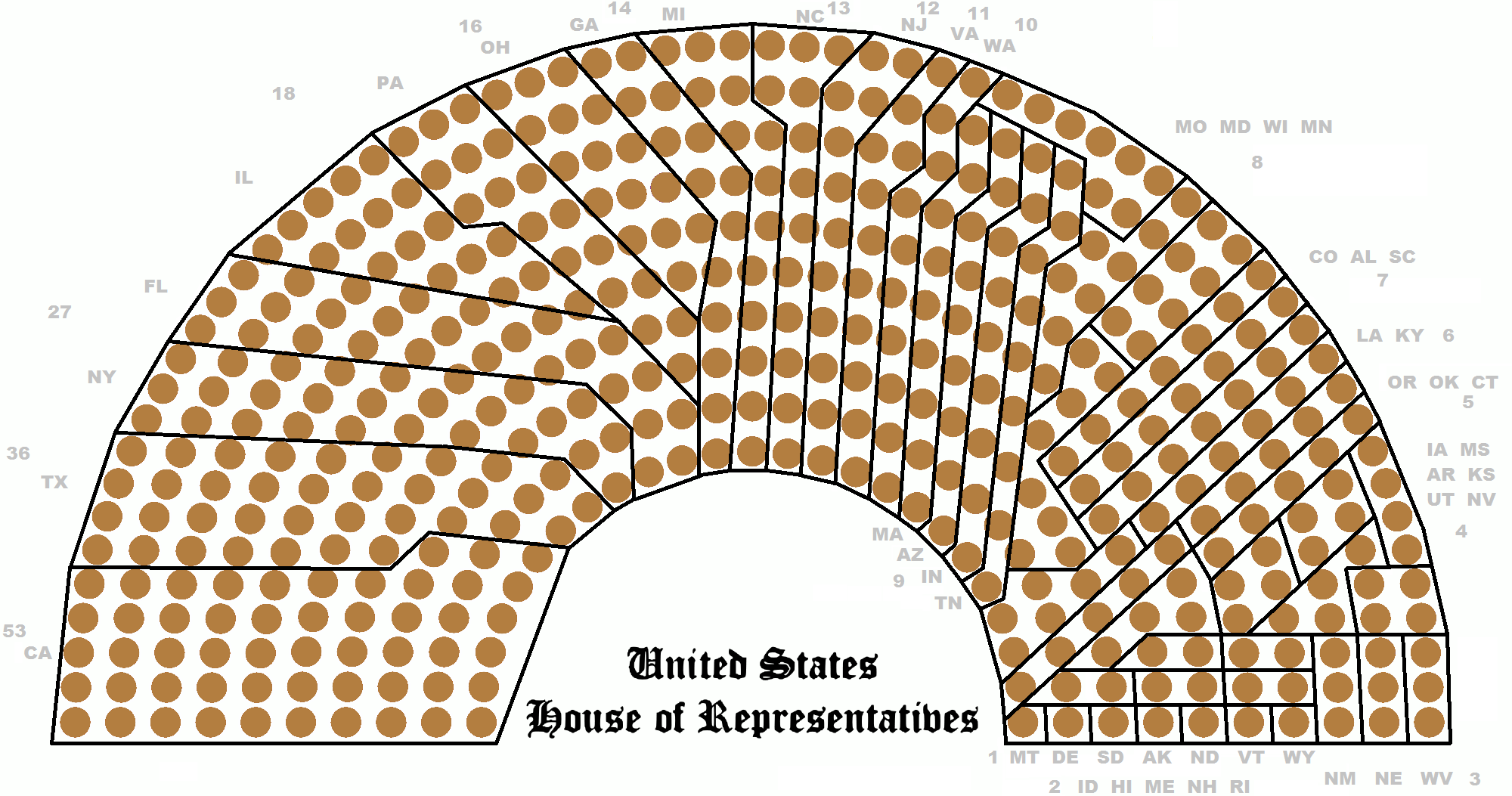
Cambra de Representants dels Estats Units, un exemple de democràcia representativa.

Segons el filòsof britànic John Stuart Mill, el govern representatiu és la forma ideal de govern. En el seu llibre Consideracions sobre el govern representatiu (1861), Mill indica que una de les tasques del govern representatiu no és fer legislació; en el seu lloc, suggereix que els òrgans representatius com els parlaments i els senats són els més adequats per al debat públic sobre les diverses opinions de la població i actuar com a guardians dels professionals que creen i administren les lleis i polítiques:
| « | Their part is to indicate wants, to an organ per popular demands, ia place of adverse discussion per all opinions relating to public matters, both great and small; and, along with this, to check by criticism, e eventually by withdrawing their support, those high public officers que realitzen conduct the public business, or who appoint those by whom it is conducted. | » |
| — El seu rol és indicar necessitats, ser un òrgan per a les demandes populars i un lloc de discussió de totes les opinions adverses relacionades amb assumptes públics, grans i petits; i, juntament amb això, verificar amb la crítica i, eventualment, retirar el seu suport als alts funcionaris públics que de fet dirigeixen el quefer públic o designar aquells que ho duguin a terme. | |   |

La democràcia representativa va gaudir d'un particular favor als Estats nació de la Revolució Industrial tardana, on un gran nombre de ciutadans mostrava interès per la política, però on la tecnologia i les xifres de població no eren adequades per dirigir la democràcia. Com es va assenyalar anteriorment, Edmund Burke en el discurs als electors de Bristol va analitzar clàssicament el seu funcionament a Gran Bretanya i els drets i deures d'un representant elegit.
Globalment, la majoria de la població del món viu en democràcies representatives, incloent monarquies constitucionals i repúbliques amb fortes ramificacions representatives.

## Rol dels partits polítics
Alguns crítics de la democràcia representativa argumenten que l'existència dels partits polítics fa que els representants siguen forçats a seguir les línies ideològiques, així com interessos específics del seu partit, en compte d'actuar segons la seua pròpia voluntat o la dels electors. Encara que d'altra banda es pot pensar, i sol argumentar-se que els electors han expressat ja la seua voluntat en les eleccions, votant per un programa electoral que després s'espera que els representants complisquen, si bé la dita voluntat pot veure's al seu torn limitada per l'escassetat o existència limitada de partits polítics amb presència electoral, per una capacitat desigual de difusió i finançament de les seues respectives campanyes electorals, per la presència de llistes tancades, o per l'escassetat de diferències entre els seus respectius programes polítics (quelcom particularment freqüent en el cas de models fonamentalment bipartidistes).
Un problema important de les democràcies representatives és la corrupció, açò és, l'abús de poder resultant d'aprofitar un lloc de representant per a obtindre beneficis personals el que portat a l'extrem pot portar a la cleptocràcia. Un altre problema és el creixent cost de les campanyes electorals, que pot fer que els candidats i partits establisquen acords amb els quals han finançat la seua campanya, en el sentit de legislar a favor seu una vegada que el candidat ha sigut triat, promovent una plutocràcia.
Una altra crítica és el bipartidisme i la partitocràcia en el que desemboquen molts sistemes de partits. Aquesta situació sol comportar que dos partits acaparen quasi en exclusiva l'atenció dels mitjans i de l'opinió pública, passant la resta de partits més o menys desapercebuts de cara al gros de la població.
A pesar de totes estes crítiques, molta gent argumenta que la democràcia representativa és el millor sistema de govern possible, o almenys el més viable de tots els coneguts o practicats. Per exemple Els Marshall, un expert en l'expansió de la democràcia cap a nacions que tradicionalment no han sigut democràtiques, sosté que "globalment, no hi ha una alternativa a la democràcia representativa basada en els partits". La realitat és que la democràcia representativa és el sistema de govern predominant en els països generalment considerats per ella mateixa com democràtics, en els que tendixen a predominar models econòmics basats en l'economia capitalista nacional de lliure mercat (comunament associada al liberalisme, particularment polític i econòmic). Altres constitucionalistes com els argentins com German J. Bidart Campos, Jorge Reinaldo Vanossi i des d'una altra òptica Roberto Lopresti, sostenen que incloure formes directes de democràcia, com la revocatòria de mandats o la iniciativa popular milloren i depuren el funcionament institucional preponderantment indirecte. Així i tot hi ha uns pocs països amb tradició de democràcia directa de manera pura com és el cas de les landgemeinde a Suïssa.